# Carry On (franchise)
Carry On è una serie di film commedie britanniche a basso costo girati tra il 1958 e il 1992. Oltre a trentuno film cinematografici la serie è composta anche da quattro speciali natalizi, una serie televisiva di tredici episodi e tre opere teatrali.
Il produttore Peter Rogers e il regista Gerald Thomas diressero un gruppo regolare di attori, che includeva Sid James, Kenneth Williams, Charles Hawtrey, Joan Sims, Kenneth Connor, Peter Butterworth, Hattie Jacques, Terry Scott, Bernard Bresslaw, Barbara Windsor, Jack Douglas e Jim Dale. Rogers e Thomas realizzarono tutti i 31 film con un budget ristretto e spesso riutilizzando la stessa squadra. Tutti i film furono girati presso i Pinewood Studios vicino Iver Heath, nel Buckinghamshire.

## Serie di film

### Film
- La grande s...parata (Carry On Sergeant) (1958)
- Carry On Nurse (1959)
- Carry On Teacher (1959)
- Carry On Constable (1960)
- Carry On Regardless (1961)
- Carry On Cruising (1962)
- Carry On Cabby (1963)
- Gli allegri ammutinati del Bounty (Carry On Jack) (1963)
- Carry On Spying (1964)
- Ehi Cesare, vai da Cleopatra? Hai chiuso... (Carry On Cleo) (1964)
- Carry On Cowboy (1965)
- Chiamami domani... che oggi devo morire (Carry On Screaming!) (1966)
- Don't Lose Your Head (1966)
- Follow That Camel (1967)
- Carry On Doctor (1967)
- Carry On... Up the Khyber (1968)
- Carry On Camping (1969)
- Carry On Again Doctor (1969)
- Carry On Up the Jungle (1970)
- Carry On Loving (1970)
- Carry On Henry (1971)
- Carry On at Your Convenience (1971)
- Carry On Matron (1972)
- Ragazze in camera (Carry On Abroad) (1972)
- Carry On Girls (1973)
- Carry On Dick (1974)
- Camping Pon Pon (Carry On Behind) (1975)
- Caserma a due piazze (Carry On England) (1976)
- That's Carry On! (1977)
- Carry On Emmannuelle (1978)
- Carry On Columbus (1992)

### Speciali Natalizi
- Carry on Christmas (1969)
- Carry on Again Christmas (1970)
- Carry on Christmas (1972)
- Carry on Christmas (1973)
- Carry on Laughing's Christmas Classics (1983)

### Serie televisiva
- Carry On Laughing (1975)

### Teatro
- Carry On London! (4 ottobre 1973 – marzo 1975) - al Victoria Palace Theatre, Londra
- Carry On Laughing: The Slimming Factory (16 giugno – settembre 1976) - alla Royal Opera House, Scarborough
- Wot a Carry On in Blackpool (22 maggio – 25 ottobre 1992) - a North Pier, Blackpool

| Controllo di autorità | VIAF (EN) 214778462 · LCCN (EN) sh96007823 · GND (DE) 7538417-6 · J9U (EN, HE) 987007558714705171 |